# Xã Richland, Quận Vinton, Ohio
Xã Richland (tiếng Anh: Richland Township) là một xã thuộc quận Vinton, tiểu bang Ohio, Hoa Kỳ. Năm 2010, dân số của xã này là 1.748 người.